# Межутино
Межутино — деревня в Можайском районе Московской области в составе Порецкого сельского поселения. Численность постоянного населения по Всероссийской переписи 2010 года — 25 человек. До 2006 года Межутино входило в состав Порецкого сельского округа.
Деревня расположена на северо-западе района, примерно в 40 км от Можайска, на левом берегу реки Песочня (левый приток Москва-реки), высота центра над уровнем моря 210 м. Ближайшие населённые пункты — Астафьево на северо-западе, Заслонино на севере, Поречье на востоке и Глядково на юго-востоке.